# Ley general de comunidades campesinas
La Ley general de comunidades campesinas, o Ley n°. 24656, es una normativa peruana publicada el 14 de abril de 1987 que declara de necesidad nacional e interés social y cultural el desarrollo integral de las comunidades campesinas del país.

## Definición
En esta ley se define una comunidad campesina de la siguiente manera:

Las comunidades campesinas son organizaciones de interés público, con existencia legal y personería jurídica, integradas por familias que habitan y controlan determinados territorios, ligadas por vínculos ancestrales, sociales, económicos y culturales, expresados en la propiedad comunal de la tierra, el trabajo comunal, la ayuda mutua, el gobierno democrático y el desarrollo de actividades multisectoriales, cuyos fines se orientan a la realización plena de sus miembros y del país.

## Estructura del contenido
La ley consta de 10 títulos, 44 artículos y 5 disposiciones finales. Los títulos son los siguientes:
- Título I - Disposiciones generales
- Título II - Funciones
- Título III - De los comuneros
- Título IV - Del territorio comunal
- Título V - Régimen administrativo
- Título VI - Del trabajo comunal
- Título VII - Régimen económico
- Título VIII - Régimen promocional
- Título IX - Del Instituto Nacional de Desarrollo de las Comunidades Campesinas —INDEC— y el Fondo Nacional de Desarrollo Comunal —FONDEC
- Título X - Disposiciones finales y transitorias